# 2e Régiment canadien
Le 2e Régiment canadien (2nd Canadian Regiment en anglais), également connu sous les noms de Congress' Own Regiment (COR) et Hazen's Regiment, fut levé dans la province de Québec pour le service dans l'Armée continentale sous le commandement du colonel Moses Hazen. Sa création a été autorisée le 20 janvier 1776 et il a été dissous le 15 novembre 1783. Il a participé aux batailles de Staten Island, Brandywine, Germantown et Yorktown. Il a passé la majorité de son temps hors combat à et autour de New York à surveiller les troupes britanniques occupant la ville.

## Les origines
En automne 1775 le Colonel James Livingston a assemblé et commandé un régiment de Canadiens-français (on disait Canadiens à l'époque) qui s'était battu au fort Saint-Jean au Québec en appuyant l'armée du général Montgommery. Le régiment de James Livingston comportait 300 Canadiens-français et 50 Américains qui furent cruciaux dans la prise du fort Chambly. James Livingston a également pris part à l'action à Québec. Immédiatement après l'attaque ratée du 31 décembre 1775 à Québec le Congrès américain a nommé James Livingston colonel et son organisation devint connue sous le nom de Canadian Regiment (ce qui était en fait le Premier de deux régiments, aussi connu sous le vocable de Old Canadian Regiment par rapport au Deuxième). Ce régiment connut l'action à Fort Stanwix, à Stony Point, à Verplank's Point ainsi qu'aux deux batailles cruciales et importantes de Saratoga en 1777.
Un deuxième régiment de Canadiens-français fut autorisé le 20 janvier 1776 pour l'armée continentale et fut assigné au département canadien. Organisé le 10 février 1776 à Montréal consistant en quatre bataillons (20 compagnies) provenant de la région de la rivière Richelieu et de la vallée du Saint-Laurent.
Moses Hazen fut le premier commandant du Second Régiment Canadien. Originaire du Massachusetts, il avait servi en tant que lieutenant dans le régiment des Rangers de Robert Rogers pendant la French and Indian War (« guerre contre les Français et les Indiens ») de 1754-1763 et servait à demi-pension de service pour les Britanniques. En 1775 il vivait de sa pension et des revenus de ses propriétés à Saint Jean quand l'armée Continentale américaine est entrée au Québec. Les propriétés de Moses Hazen furent pillées et détruites. Hazen fut même mis aux arrêts pour 42 jours et finalement libéré par le Général Montgomery. Le Congrès compensera partiellement Moses Hazen en lui offrant le commandement du Second Régiment Canadien. Hazen accepta ce commandement et sacrifia sa demi-pension de l'armée Britannique.
Pendant la majeure partie de la guerre, le Second Régiment Canadien fut connu sous le nom de Congres's Own Régiment ou le Régiment du Congrès Américain (le COR), pendant que le premier régiment de James Livingston continua de porter le nom de Régiment Canadien. Le régiment de James Livingston se vidant tranquillement fut réduit le 1er janvier 1781 et les éléments canadiens furent joints au Régiment de Hazen qui fut renommé le Régiment Canadien,.

### Le régiment de Hazen
En juin 1776, le régiment quitte le Canada pour la Pointe de la Chevelure, aujourd'hui Crown Point. Il est relevé de ses fonctions le 2 juillet 1776 pour le Département canadien et assigné au Département du Nord. Il est ensuite envoyé au fort Ticonderoga en juillet 1776, puis à  Albany en septembre 1776 et à Fishkill, (état de New York) pour les quartiers d'hiver.
Il est relevé le 12 novembre 1776 du Département du Nord et assigné au département des Highlands (élévation géographique autour du fleuve Hudson) et assigné ensuite à l'armée principale, puis assigné le 22 mai 1777 à la seconde brigade du Maryland, un élément de l'armée principale
Le régiment était à Princeton (New Jersey) le 19 mai 1777.

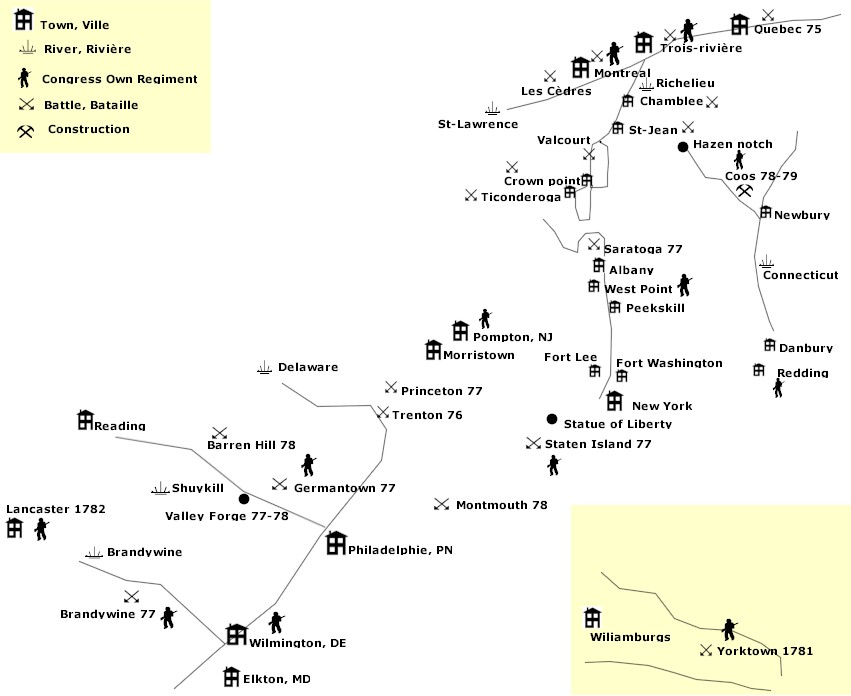
Déplacement de son Régiment

### Le régiment est attaqué à Hanover
En août 1777 le régiment de Hazen en tant que partie de la Division de Sullivan était campé à Hanover au New Jersey. Le sergent Colin McLachlan (Britannique) se souvient de l'attaque ennemi. « C'était plusieurs petites attaques et engagements pour surprendre l'ennemi à Hanover en 1777 où plusieurs furent soit tués ou blessés, par seulement deux petites compagnie sous le commandement du Capitaine Heron et Chambers sans aucune perte de notre côté ».

### Bataille de Staten Island
Plusieurs compagnies du régiment participèrent à la bataille de Staten Island le 22 août 1777 comme l'explique une lettre de Samuel Chase à Thomas Johnson.

« Le 25 août 1777 à ce moment pendant que j'écris le colonel Hazen me montre une lettre me donnant une description de la tentative par le général Sullivan contre l'ennemi à Staten Island mardi passé. Un groupe sous le colonel Odgen de 500 soldats a surpris l'ennemi, en a tué quelques-uns uns, a fait 100 prisonniers et est revenu. John Sullivan commandant la brigade Deborres a tué 5 et fait 30 prisonniers. Williams Smallwood n'a pas eu de chance. Il fut découvert et l'ennemi s'est échappé. Jusqu'à maintenant c'est un succès. A 9 heures les deux brigades se sont rejointes et ont commencé à traverser le Old Blazing Starr. Avant qu'ils n'aient tous traversé l'ennemi attaqua 150 de nos hommes. Colonel Antill, major Woodson, major Stewart, major Tilard, capitaine Carlisle et Duffee l'aide au chirurgien furent capturés. Le capitaine Hoven, lieutenant Campbell, Anderson et l'enseigne Lee n'étant pas mentionnés sont probablement morts. Plusieurs officiers tombèrent sous notre contrôle. »

Le régiment de Hazen perdit huit officiers et 40 hommes et est également capturé le capitaine James Herron, le lieutenant-colonel Antill ne sera pas échangé avant le 2 novembre 1780, trois ans plus tard. Il passa ces trois années prisonnier dans un navire prison.
Le Old Blazzing Star était le site d'arrivée qui se nomme aujourd'hui la ville de Carteret au New Jersey. Le Blazing Star Ferry traversait le Arthur Kill à la ville nommée aujourd'hui Rossville (en). Le Old Blazing Star Inn était du côté du New Jersey. C'était le point de traversée des hommes de la Brigade de General Sullivan.
La deuxième traverse de bateau était à peu près 1 mile au nord également à la ville de Carteret au New Jersey. Le traversier est aujourd'hui à Travis, New York. Le nouveau Brazing Star est situé sur Staten Island à ce qui s'appelle aujourd'hui le Victory Boulevard,,.

### Bataille de Brandywine
Le 11 septembre 1777 le bataillon de 200 hommes de Moses Hazen fut envoyé un mile au nord de Jones's Ford pour couvrir Wistar Ford. Un autre bataillon de Hazen de 200 hommes fut posté à Buffington Ford à peu près 1 mile de Wistar Ford. Situé juste sous l'embranchement de la Brandywine river, Buffington était le point le plus loin au nord qui permettait de traverser pour les Britanniques selon Washington. Les troupes de Hazen virent arriver les Britanniques qui voulaient prendre en revers l'armée de Washington et traverser la rivière Brandywine. Une lettre fut transmise à George Washington qui initialement refusa de croire cette information malgré les confirmations par le lieutenant-colonel James Ross,.
Le Régiment de Hazen se battit vaillamment pendant la bataille de Brandywine tel que le note la version britannique suivante :
« C'était pendant la retraite des hommes de Sullivan que le régiment du colonel Moses Hazen qui était connu sous le nom Les infernaux ont fait face aux forces hessiennes (allemandes) qui étaient trois fois supérieures aux siennes. Ils tirèrent volée après volée dans les rangs des mercenaires pour couvrir la retraite des hommes de Sullivan. En même temps ils marchaient vers les hommes du colonel William Alexander (en) (Lord Stirling) et Stephen. L'avance britannique fut freinée par William Alexander (lord Stirling) et Stephen, mais avec la pénombre qui arrivait et le tiers des américains qui étaient en retraite les Habits rouges continuaient à chercher leurs faiblesses dans les rangs. Ils la trouvèrent dans leur flanc sur la bute. Des deux côtés de la bute Osborne les Britanniques lancèrent des centaines de troupes fraîches dans la mêlée. Dépassé par la manœuvre et en sous-nombre les Américains se mirent à se replier, mais leur retraite se fit dans l'ordre, protégés par les hommes de Hazen et ses 'infernaux' qui couvraient leur retraite. Durant ce combat le jeune général colonial Le marquis de Lafayette fut blessé à la jambe. »
Le Régiment de Hazen a subi quatre décès chez ses officiers et a perdu 73 hommes.

### Bataille de Germantown
Le Régiment de Hazen, faisant partie de la Division de Sullivan participa à la bataille de Germantown le 4 octobre 1777,. Les Britanniques étaient campés à Germantown au nord-est de Philadelphie. Dans la soirée du 3 octobre, Washington ordonna à ses troupes campées à Shippack Creek au nord de la rivière Schuykill de marcher 17 miles. Le plan de Washington était de surprendre les Britanniques à l'aube. Les Américains devaient descendre sur Germantown en provenance du nord en 4 colonnes sous le commandement de Sullivan, Green, Armstrong et Smallwood le long de 4 routes principales menant à Germantown. L'effort principal de l'avance était fait par le général John Sullivan menant une colonne sur la droite et le Général Nathaniel Greene sur la gauche. Sullivan et les troupes continentales et général Anthony Wayne et suivi par William Alexander (lord Stirling) pour avancer contre Germantown et le centre de l'armée de William Howe.
Le régiment de Hazen était participant à ce groupe de l'avant-garde à entrer dans Germantown avant que la bataille ne soit généralisée. Mais Washington ne savait pas que Green et Smallwood s'étaient perdus en chemin. Washington lui-même accompagnait Sullivan et à 5 heures il ordonna l'attaque. Les éléments de Sullivan, la brigade du Général Thomas Conway attaquèrent les Britanniques de l'infanterie légère renforcés par le 40th Regiment of Foot (en), sous le commandement du lieutenant-colonel Thomas Musgrave.
La droite connut du succès au départ poussant l'avancée britannique vers l'arrière du groupe principal près de la maison de Chew. Musgrave lança six compagnies de son régiment contre la maison et le général Agnew en prit le commandement. Les Américains sous William Alexander (lord Stirling) tentèrent de déloger Musgrave mais ce faisant ils perdirent un temps précieux ce qui alarma l'avance de Sullivan qui poussait plus loin dans un brouillard intense.
Les hommes de Sullivan furent déployés avec la division de Wayne sur la gauche de Germantown avec Thomas Conway sur la droite, la division de Sullivan plus loin sur la droite. Les combats furent difficiles à cause des clôtures bloquant le passage et la fumée de la poudre à fusil qui limitait la visibilité.
Les Américains passèrent à côté de la maison Chew et avancèrent rapidement vers le Marquet Square et l'intersection vers la rue Germantown et Shoolhouse lane où les forces du centre de William Howe se trouvaient. La colonne de Armstrong tira au canon sur les Hessiens à la gauche de William Howe. Les Britanniques se déplacèrent dans une maison en pierre dans la rue Germantown et ouvrirent le feu sur la longue ligne de la colonne de Sullivan, Conway et Wayne. Les Américains avancèrent et limitèrent la résistance ennemie.
Mais le général Stephen qui commandait une brigade du général Green tirèrent par erreur sur les hommes d'Antony Wayne les prenant pour l'ennemi. La panique se répandit rapidement dans l'armée et une retraite générale fut ordonnée. Les Britanniques voyant soudainement leur avantage se reformèrent et poursuivirent les Américains pendant plusieurs miles,,. Les hommes de Hazen perdirent trois officiers et 19 soldats.

### L'hiver 1777-1778 - Wilmington, Delaware
Le 21 décembre 1777 le Régiment de Hazen et un détachement du Maryland sous les ordres du général William Smallwood (en) (seconde brigade du Maryland) arrivèrent à Wilmington au Delaware (au sud-ouest de Philadelphie) pour protéger la ville d'une attaque Britannique. L'endroit de ce campement se nomme aujourd'hui Brandywine Park. Le haut fait de ce temps inclut la capture par Smallwood de la frégate Symetry le 30 décembre 1777, ce navire était rempli de provisions et d'armes en route pour Philadelphie où se trouvait l'armée de William Howe.

### Dans l'État de New York en 1778
En janvier 1778, George Washington ordonna au Régiment de Hazen de se rendre à Albany dans le nord de l'État de New York. Relevé le 28 janvier 1778 par le second Maryland et assigné au département du Nord. En février 1778 le régiment partit à Albany pour l'attaque finalement avortée contre le Canada. Ils voyagèrent en passant par Valley Forge et Bethleham. Relevé le 4 avril 1778 du département du Nord et assigné au département du Highland, le régiment partit pour West Point (New York). Relevé le 22 juillet 1778 du département du Highland et assigné à la brigade du New Hampshire et l'armée principale. En juillet l'armée fut envoyée à White Plains pour garder New York qui était alors occupé par les Britanniques (c'est là qu'arrivèrent Clément Gosselin, son frère ainé Louis, et Germain Dionne son beau-père).
C'est durant cet automne qu'un large arrivage de vêtements arriva en provenance de France qui venait de déclarer la guerre officiellement aux Britanniques en février 1778. Une loterie fut organisée en octobre et Hazen reçut ses uniformes bruns avec des franges rouges,.

### L'hiver 1778-1779 à Danbury, Connecticut
En novembre 1778 le régiment de Hazen fut envoyé au Connecticut où il campa à Redding, Danburry pour ses quartiers d'hiver. Aujourd'hui le site se nomme le Putnam Memorial State Partk, Putnam Memorial State Park (en). Plus de 100 piles de rocher dans la région du park sont connus sous le nom de site de Campement et représentent les huttes qui abritaient les troupes du New Hampshire de Enoch Poor et du Second Régiment Canadien. Une lettre de rapport indique que la brigade de Hazen le 26 décembre 1778 a 162 hommes qui ne peuvent pas se battre parce qu'il leur manque des souliers.
Relevé le 6 mars 1779 de la brigade du New Hampshire et assigné au Département du Nord, la troupe de Hazen semble avoir été la première à quitter le campement au printemps selon ce que ce document indique :

« Quartier général de Reading, 21 mars 1779,
Le Régiment de Hazen marchera à Springfield en trois divisions, la première division marchera le prochain lundi, l'autre marchera le mardi et la troisième marchera le vendredi suivant, si la température le permet. Le régiment du Colonel Hazen prendra avec lui une pièce de canon et un nombre proportionnel d'hommes d'artillerie. »

De Springfield, Hazen marche vers Charlestown et prend ses vêtements et ses provisions. Il part ensuite pour Charlestown le 26 avril 1779.

### Coös Country
En mai 1779 le Régiment de Hazen arrive au Vermont pour bâtir une route depuis le fleuve Connecticut vers Saint-Jean-sur-Richelieu au Québec. Il fut secrètement envoyé dans la région de Coös par le général Washington en avril, suivi par des hommes du régiment du colonel Timothy Bedel du New Hampshire, (Bedel's Regiment).
En 1760 pendant la French and Indian war, le colonel Jacob Bayley et les troupes de la région, incluant le frère de Moses Hazen le capitaine John Hazen et le lieutenant Timothy Bedel avaient été impressionnés par les terres fertiles de la vallée à l'endroit où le fleuve Connecticut fait un embranchement à Haverhill. En 1761 Jacob Bayley s'était établi là, sur le côté ouest, John Hazen et Bedel s'étant établis du côté est. Ces établissements étaient nommés Lower Coos qui se nomment aujourd'hui Newbury (Vermont) et Haverhill (New Hampshire),.
L'objectif de Moses Hazen était d'étendre la route au nord-est et direction générale du chemin Old Cohassiac Indian trail de Newbury à Saint-Jean au Québec. La route coupait à travers la forêt dense de la vallée du Connecticut au Vermont connu sous le nom de Upper Coos. Aujourd'hui cette région est connue sous le nom de Northeast Kingdom.
La ville de Peacham (Vermont) était la base des opérations pour la route militaire et Moses Hazen avait mis ses magasins de provision à cet endroit. La route commençait réellement à la rivière Well sur le fleuve Connecticut juste au nord de Newbury (anciennement Lower Coos). Des bâtiments furent construits à Peacham, Cabot, Walden et Greensboro (Vermont). Hazen fit la réquisition des gens des villages pour déplacer ses provisions. Des puits furent creusés à différents endroits, les marais furent remplis par des bûches et la route fut rendue carrossable pour les équipes. Le campement de Hazen fut pour un temps le village de Lowell et à la place appelée par lui le campement à la fin de la route même si la vraie fin de la route était plusieurs miles plus haut.
La route traverse des obstacles topographiques importants comme des montagnes et des vallées avec des montagnes isolées qu'on surnomme le Piedmont du Vermont. Le 22 juin 1779 il fut reporté que Hazen avec la moitié de ses hommes étaient à 40 miles de Saint-Jean. Hazen fut relevé le 28 août 1779 du département du Nord vers l'armée principale. Ce qui fait que la route ne fut jamais complétée. Les 54 miles du Bayley-Hazen road se terminèrent donc à Hazen Notch (une échancrure de la montagne). C'est à cet endroit que le Piemont du Vermont se transforme en Green Mountains,,,,,,.
À l'automne Hazen accusa Isaac Tichenor de corruption, c'était lui qui était responsable des achats à Coos ainsi que le Général Bayley député quartier-maître et Matthew Lyons. Le Régiment de Hazen était mal équipé pendant tout l'été les provisions de viande était avariées et les hommes de Hazen devaient aller travailler aux champs pour pouvoir manger. Une cour martiale fut organisée,.
En octobre 1779 le régiment fut envoyé à Peekskill, dans l'État de New York, près de West Point.

### L'hiver 1779-1780 à Jockey Hollow
Assigné le 25 novembre 1779 à la brigade de Hand, un élément de l'armée principale. En novembre 1779 le régiment de Hazen fut envoyé à Morristown dans le nord du New Jersey pour l'hiver de 1779-1780 où ils eurent à subir des privations de nourriture sévères. Le site également connu sous le nom de jockey hollow est aujourd'hui le Morristown National Historical Park,,,.
Le 14 janvier 1780 le régiment participa à une attaque surprise de Staten Island planifiée en secret par Washington et menée par William Alexander (Lord Stirling). Le but de l'attaque était de surprendre l'ennemi à Watering Redoute et de voler les provisions aux Britanniques. La préparation pour l'attaque prévoyait que l'attention serait portée sur le détachement de Irvine près d'Élizabethtown et que le Régiment de Hazen marcherait à la bataille de Connecticut Farms (en), (aujourd'hui nommé Union). Pendant ce temps le détachement de Stewards devait avancer sur Staten Island et les forces de William Alexander (Lord Stirling) se déplaceraient vers Richmond Staten Island où ils pourraient surprendre les troupes ennemies.
William Alexander (lord Stirling) avait eu l'information que l'ennemi avait environ 1 000 hommes dont la majorité dans des huttes près de la redoute de Watering Place, Ces redoutes étaient circulaires, double abattis et avec environ 200 hommes chacune près de Fort Hill circle in Saint-Georges, juste au nord de Tompkinsville (32 000 Britanniques étaient débarqués là près de Bay Street et Victory Boulevard en juillet 1776). Environ 200 queen's rangers étaient à Richmond et 100 hommes du Régiment Buskirks étaient à Deckers Ferry Fort situé près du port de Richmont près du port du traversier de Bayonne au New Jersey.
Le 14 janvier, près de minuit, les américains chargèrent les canons et près de 1 500 à 3 000 hommes de troupes traversèrent sur la glace jusqu'à Kill Van Kull à partir de Élisabethtown en utilisant 500 traîneaux. C'était une nuit étoilée et les espions royalistes avaient déjà donné l'information au Britannique de l'arrivée de l'attaque. Avec l'élément de surprise éliminé, les Britanniques avaient eu le temps de préparer une bonne défense. La température glaciale et les 4 pieds (120 cm) de neige n'aidant en rien, l'attaque fut stoppée. Les Américains n'eurent que quelques cas d'engelure mais purent ramener 17 prisonniers, des chevaux et des tentes en plus d'alcool et des couvertures,,,,,.

### Au nord de New York en 1780
Le régiment de Hazen passa l'été de 1780 à King Ferry, King's Ferry,, dans l'État de New York. Le livre du régiment démontre qu'ils étaient à Morristown, Bryant taverne, Ramapo et à Preakness entre le 23 avril 1780 et le 26 juillet 1780. Relevé le 1er août 1780 de la brigade Hand's et assigné à la brigade du New Hampshire comme élément de l'armée principale.
Le 23 août 1780 le Baron Von Steuben arrêta Hasen pour avoir stoppé sa brigade sans permission. L'Armée était en marche pour arriver à Tappan à Liberty Pole, une démarcation située près d'Englewood, quand le régiment de Hazen fit stopper la marche de ses troupes pour les faire boire. Hazen fut rapidement acquitté des charges portées contre lui.
100 soldats de Hazen sous le commandement du lieutenant William Torrey était présents à la pendaison de l'espion britannique le Major John André le 2 octobre 1780 à Tappan,,.
À l'automne de 1780 le régiment fut installé à Nelson Point (aujourd'hui Garrison New York). Garrison est situé en face de West Point sur le fleuve Hudson. En novembre 1780 le régiment passa l'hiver à Fishkill N.Y,,. Le livre du régiment montre que durant cette période le régiment a eu des opérations à Orangetown, Steeprapie et West Point entre le 16 septembre 1780 et le 19 novembre 1780, et à Westpoint entre le 5 octobre 1780 et le 5 mars 1781.
En une occasion particulière en octobre 1780 le régiment de Hazen avec le régiment de la Seconde Cavalerie légère, fut envoyé par le général William Heath de West Point vers le pont Pine un petit village de Crompound (Amawalk) où ils ne trouvèrent aucun ennemi. Puis ils se rendirent à White Plains mais les résultats furent également négatifs. Heath les récompensa pour leurs efforts en leur distribuant du rhum.

### Le régiment canadien
Réorganisé et redistribué le 1er janvier 1781 le 2e régiment se renomma le Régiment canadien. Il fut relevé du régiment du New Hampshire et assigné au département du Highland.
Le 22 janvier 1781, le lieutenant-colonel Hull conduisit une attaque contre les troupes royalistes du lieutenant-colonel Oliver De Lancey (en), qui était postées à Morrisania (actuellement dans le Bronx à New York). Arrivé là, il brûla les casernes, captura 52 prisonniers, et s'empara de provisions et de munitions. L'ennemi constitué de 1 000 hommes, poursuivit Hull et tomba sur un régiment de protection de 100 hommes appartenant au régiment du colonel Hazen. Hazen laissa les ennemis les dépasser et ordonna qu'on leur tire dessus. Dans l'embuscade qui suivit, les Britanniques perdirent 35 hommes,,,,.
Le 1er juin 1781 le régiment fut envoyé à West Point, dans la région de Fishkill en direction d'Albany et de la rivière Mohawk pour protéger la région d'éventuelles attaques des Britanniques. Relevés le 5 juin 1781, ils passèrent du Highland au Northern Departement.
Le 29 juin 1781, le Congrès promut Moses Hazen au grade de brigadier général par brevet. Le 5 juillet 1781, le régiment arriva à Albany. La peur d'une attaque contre Albany s'étant résorbée, le régiment retourna à West Point,,.

### Siège de Yorktown
Relevé le 10 août 1781 du Northern Departement et assigné à l'armée principale. Le 19 août 1781 George Washington utilise le régiment de Hazen pour faire croire aux Britanniques qu'il prépare une attaque contre New York. Le régiment de Hazen est placé sur la rivière du Nord à Dobb's Ferry et on lui ordonne de marcher avec les troupes du New Jersey et de prendre position sur les hauteurs entre Springfield et Chatham. Dans cette position le détachement peut couvrir des fours à pains qui ont été bâtis à Chatham pour cacher leurs réelles intentions et pour créer la peur d'une attaque contre Staten Island. Pendant ce temps la majeure partie de l'armée commença sa marche vers le sud vers Yorktown. Le Régiment de Hazen fut localisé à Kakiat pour trois jours du 22 août au 25 août 1781.
Le régiment descendit ensuite le fleuve Hudson et se joignit à l'armée principale en route vers Yorktown,,. À minuit le 2 septembre 1781, 270 hommes du régiment de Hazen et d'autres unités arrivèrent à Chritina Bridge sur la rivière Delaware. Les unités débarquèrent leurs bateaux et transportèrent leurs provisions pour l'armée continentale à Elk Landing (actuellement la ville de Elkton au Maryland) pendant trois jours les bateaux chargés de provision arrivèrent. Le 24 septembre 1781 le régiment de Hazen fut à nouveau assigné à l'armée principale. Après le cantonnement à Williamsburg (près de Yorktown dans le sud) le régiment de Hazen arriva à Yorktown le 28 septembre 1781.
Le régiment prit part au siège sous le commandement du lieutenant-colonel Edward Antill en tant que portion de la brigade de Moses Hazen sous les ordres de la division de Lafayette,,. Selon Lafayette lui-même, les Américains ne tirèrent pas un seul coup de fusil mais n'utilisèrent que leur baïonnette. La colonne sous le général Peter Muhlenberg et Hazen avancèrent en parfaite discipline et en merveilleuse stabilité. Le bataillon de Vose fut déployé sur la gauche et le reste de la division et l'arrière-garde prirent successivement leur position sous les feux de l'ennemi sans jamais répliquer en ordre parait et en silence.

### En hiver 1781-1782: Le régiment garde les prisonniers de Yorktown à Lancaster
Relevé le 6 décembre 1781 de la Brigade de Hazen et assignée au département du centre. Une portion du régiment de Hazen se rendit à Lancaster Pennsylvanie où ils gardèrent les prisonniers capturés pendant le siège de Yorktown,,. Le régiment de Hazen s'acquitta de cette tâche pendant dix mois avec des prisonniers à Lancaster, York et Reading (connecticut),.
Le prisonnier le plus célèbre pendant cette période fut le capitaine de 19 ans, Charles Asgill. Le 3 mai 1782 sous les ordres du général Washington il fut sélectionné pour être pendu en représailles à une exécution brutale d'un Américain, le capitaine Joshua Huddy par les Britanniques. En novembre 1782 sa vie fut épargnée après plusieurs lettres émouvantes provenant de la famille et même de la reine de France, Marie-Antoinette,.

### L'hiver 1782-1783 à Pompton
En novembre 1782: Le régiment est à Pompton (en) pour leurs quartiers d'hiver,.

### Fin du régiment
En juin 1783 le démembrement du régiment commença à Pompton NJ. Relaxé le 9 juin 1783 par le Département central et assigné au Département du Highland. Par résolution du Congrès le 26 mai 1783, 300 soldats furent démis de leurs fonctions le 9 juin 1783. Toutefois personne ne partit sans recevoir sa dernière paye. Ce qui restait du régiment marcha vers New Windsor le cantonnement de George Washington.
Réorganisé le 30 juin 1783 il consistait en deux compagnies. Démis le 15 novembre 1783 à West Point.

### Les Membres des deux régiments canadiens
Le 1er Régiment Canadien (James Livingston) (vainqueur à Saratoga en 1777) :
François Monty - Jacques Monty - Duplessis - André Pépin - Robicheau - Jacques Rousse
Le 2e Régiment Canadien (Moses Hazen) (Vainqueur à Yorktown en 1781) :
Clément Gosselin - Louis Gosselin - Germain Dionne - Robert Olivier - Alexandre Feriol - Philippe de Liebert - Antoine Paulin - Amable Paulin - Antony Selin - Pierre Ayotte - Louis Marney père - Louis Marney fils - Antony Selin - Laurent-Bruno Tremblay - Augustin Charboneau -- Benjamin Mooers - MacPherson - François Martin Pelland
Non affilié aux régiments mais participant du côté américain :
Jean-Baptiste Hamelin - Pierre Douville - Jacques Bebout - Louis-Philippe de Vaudreuil - Joseph-Hyacinthe de Vaudreuil - Fleury Mesplet - Valentin Jautard - Du Calvet - Thomas Walker
Personnages du côté britannique (futur canadien) :
William Howe - lord Cornwallis - général Philipps - capitaine Fraser - Banester Tarleton - Benedict Arnold - Baby, Taschereau, Williams - William Pitt père - seigneur de Beaujeu - John André - Évesque Briand - Guy Carleton - William Carleton - John Simcoe (fondateur de Toronto)

## Nombre de soldats
Le régiment n'atteindra jamais le nombre de 1 000 hommes autorisé par le congrès.
- 1er avril, 1776 : 250 hommes
- Juin 1777 : 486 hommes
- Août 1777 : près de 700 hommes
- Janvier 1778 : 592 hommes et 44 officiers
- Février 20, 1778 : 466 hommes
- Printemps 1778 : 720 hommes
- Automne 1778 : 522 hommes et 33 officiers
- Janvier 1779 : 491 hommes et 44 officiers
- Printemps 1780 : 401 hommes
- Mars 1781 : 418 hommes (162 hommes et 16 officiers étant des volontaires Canadiens)[4]
- Août - octobre 1781 : (estimé) 200 hommes (Le régiment avait également 4 à 6 femmes)[50]

## Blessés
- Bataille de Staten Island, le 22 août 1777 : 8 officiers et 40 hommes. Lt. Col. Antill et Capt. Herron capturés.
- Bataille de Brandywine, le 11 septembre 1777 : 4 officiers et 73 hommes.
- Bataille de Germantown, le 4 octobre 1777 : 3 officiers et 19 hommes.

## Sources
- Putnam Memorial State Park
- Project Gutenberg
- Letters of Lt. Col. Edward Antill
- Staten Island Timeline - 1700s - New York Public Library
- St. George, Staten Island, NY - New York Public Library
- Sergeant Colin McLachlan

- (en) Cet article est partiellement ou en totalité issu de l’article de Wikipédia en anglais intitulé « 2nd Canadian Regiment » (voir la liste des auteurs).